# Кранос
Кранос (грч. Κράνος) је насељено место у општини Капуџилар-Хортач у периферији Средишња Македонија, Грчка. Према попису из 2021. године било је 98 становника.
Насеље је подигнуто шездесетих година 20. века и први пут се помиње на попису из 1971. године са девет становника.